# Чельцов, Иван Михайлович
Иван Михайлович Чельцов (1848—1904) — русский химик и педагог; один из авторов «Энциклопедического словаря Брокгауза и Ефрона», где опубликовал ряд статей о порохе и взрывчатых веществах.

## Биография
Родился в 1848 году в Егорьевске Рязанской губернии (ныне территория Московской области) в семье священника. Среднее образование получил в духовной семинарии, в 1870 году поступил в Санкт-Петербургский университет, который успешно окончил со степенью кандидата в 1875 году.
В том же 1875 году Чельцов поступил лаборантом в только что тогда открытый в Кронштадте минный офицерский класс, где вёл практические занятия с офицерами Российского Императорского флота по аналитической химии и занялся самостоятельно изучением взрывчатых веществ.
В 1879 году он был командирован за границу вместе с лейтенантом Л. Г. Федотовым для изучения производства пироксилина и затем разработал совместно с ним для морского ведомства проект устройства первого в Российской империи пироксилинового завода, построенного в 1880 году в Галерной гавани города Санкт-Петербурга.
В 1880 году Чельцову было поручено чтение в минном классе курса взрывчатых веществ, а вскоре затем и общего курса химии. В 1884 году И. М. Чельцов сдал магистерский экзамен и летом 1885 года работал по термохимии в лаборатории Бертело в Париже. Деятельность Чельцова в минном классе продолжалась до весны 1891 года. Начало ее почти совпало с открытием класса, и в истории этого учреждения, в его организации и последующем развитии Чельцов играл весьма видную роль. Сперва как ассистент и организатор практических занятий морских офицеров в лаборатории, затем как преподаватель и составитель специальных курсов, наконец, как самостоятельный исследователь в области термохимии и взрывчатых веществ, он дал серьезную и вполне научную постановку делу химии в минном классе.
Как единственный в то время химик-специалист в морском ведомстве, Иван Михайлович Чельцов часто привлекался к решению разнообразных химических вопросов, возникавших в этом ведомстве. Особенно важны были его работы (совместно с инженером-механиком флота П. Я. Назаровым) по методике исследования взрывчатых веществ, касавшиеся сравнения работ этих веществ при взрывах в свинцовых бомбах и сравнения давлений, развиваемых ими при подводных взрывах в кольце Аббота. Это были первые произведенные в России научные исследования по взрывчатым веществам.
В 1890 году Чельцов был приглашен вместе с профессором Д. И. Менделеевым принять участие в разрешении вопроса о введении во флоте бездымного пороха и устроить в морском ведомстве научно-техническую лабораторию. С этой целью Чельцов был командирован за границу (в Англию и Францию) вместе с Менделеевым и начальником морского пироксилинового завода Л. Г. Федотовым. Новая лаборатория была создана в 1891 году в Петербурге и до 1904 года Чельцов возглавлял её. Деятельность его здесь была посвящена всестороннему исследованию свойств бездымных порохов вообще, изучению и разработке условий фабрикации предложенного Д. И. Менделеевым пироколлодийного пороха, устройству (1893—94 гг.) для выделки его завода в Санкт-Петербурге на месте прежнего пироксилинового, затем усовершенствованию его производства и установлению способов его испытания и условий хранения. Особенно много Чельцов работал по вопросу об увеличении химической стойкости бездымного пороха. Работы Чельцова по бездымному пороху помещены в «Отчете Н.-Т. Лаборатории» за 1891—1897 гг. В 1891 году получил Михайловскую премию.
Как начальник научно-технической лаборатории И. Чельцов состоял также членом морского технического комитета по вопросам о порохе и взрывчатых веществах. С преобразованием артиллерийского офицерского класса в Кронштадте Чельцову была поручена постановка преподавания в нем химии и взрывчатых веществ.
Умер в 1904 году в Санкт-Петербурге.